# Blixen (krater)
För andra betydelser, se Blixen.
Blixen är en nedslagskrater med en diameter på 21 kilometer, på planeten Venus. Blixen har fått sitt namn efter den danska författarinnan Karen Blixen.